# Stor-Älgsjön, Värmland
Stor-Älgsjön är en sjö i Kristinehamns kommun och Storfors kommun i Värmland och ingår i Göta älvs huvudavrinningsområde. Sjön är 14 meter djup, har en yta på 2,08 kvadratkilometer och befinner sig 134,3 meter över havet.
Större delen (norra) av sjön ingår i naturreservatet Stor-Älgsjön.

## Delavrinningsområde
Stor-Älgsjön ingår i det delavrinningsområde (659637-140200) som SMHI kallar för Utloppet av Stor-Älgsjön. Medelhöjden är 152 meter över havet och ytan är 13 kvadratkilometer. Det finns inga avrinningsområden uppströms utan avrinningsområdet är högsta punkten. Vattendraget som avvattnar avrinningsområdet har biflödesordning 4, vilket innebär att vattnet flödar genom totalt 4 vattendrag innan det når havet efter 269 kilometer. Avrinningsområdet består mestadels av skog (81 procent). Avrinningsområdet har 2,08 kvadratkilometer vattenytor vilket ger det en sjöprocent på 16 procent.